# كريستيان مارتينز كابرال
كريستيان مارتينز كابرال (بالبرتغالية: Cristian Martins Cabral‏) هو لاعب كرة قدم برازيلي، ولد في 28 أغسطس 1979 في أوروغوايانا، ريو غراندي دو سول في البرازيل. لعب مع أتلتيكو براغانتينو ونادي إيتوانو ونادي بارانا ونادي بالميراس ونادي بونتي بريتا ونادي خزر لنكران ونادي غواراني ونادي فورتاليزا ونادي فيتوريا ونادي كوريتيبا.

## وصلات خارجية
- كريستيان مارتينز كابرال على موقع قاعدة بيانات كرة القدم.إي يو (الإنجليزية)
- كريستيان مارتينز كابرال على موقع Soccerway.com (الإنجليزية)